# Walter Monson
 Walter George Monson  (Winnipeg, 29 november 1908 - Winnipeg, 9 januari 1988) was een Canadese ijshockeyspeler. 
Monson werd in 1931 topscorer in de Canadese competitie, vanwege deze prestatie werd hij toegevoegd aan de Winnipeg Hockey Club, de ploeg die Canada vertegenwoordigen op de Olympische Winterspelen 1932. Monson kwam tijdens deze spelen in alle zes de wedstrijden in actie en scoorde daarin zeven maal. Monson won met zijn ploeggenoten de gouden medaille.